# Clairton, Pennsylvania
Clairton là một thành phố thuộc quận Allegheny, tiểu bang Pennsylvania, Hoa Kỳ. Năm 2010, dân số của thành phố này là 6796 người.